# Sam Fifield
Samuel Stillman „Sam“ Fifield (* 24. Juni 1839 in Corinna, Maine; † 17. Februar 1915 in Ashland, Wisconsin) war ein US-amerikanischer Politiker. Zwischen 1882 und 1887 war er Vizegouverneur des Bundesstaates Wisconsin.

## Werdegang
Sam Fifield absolvierte eine Lehre im Druckerhandwerk. Im Jahr 1854 zog er nach Wisconsin, wo er auf einem Dampfschiff auf dem Saint Croix River arbeitete. Später war er in der Zeitungsbranche tätig. 1861 gründete er die Zeitung Polk County Press. Seit 1872 lebte er in Ashland, wo er an der Gründung der dortigen Zeitung Ashland Press beteiligt war. Dabei wurde er im Juni 1972 deren erster Vorstandsvorsitzender.
Politisch schloss sich Fifield der Republikanischen Partei an. Zwischen 1874 und 1877 saß er in der Wisconsin State Assembly und war zeitweise deren Speaker; von 1877 bis 1881 gehörte er dem Staatssenat an. 1881 wurde Fifield an der Seite von Jeremiah McLain Rusk zum Vizegouverneur von Wisconsin gewählt. Dieses Amt bekleidete er nach einer Wiederwahl zwischen 1882 und 1887. Dabei war er Stellvertreter des Gouverneurs und Vorsitzender des Staatssenats. Während dieser Zeit wurde die Staatsverfassung dahingehend geändert, dass allgemeine Wahlen in Zukunft nur in geraden Jahren abgehalten werden sollten. Um das anzugleichen, wurde eine Amtszeit um ein Jahr verlängert. Daher ergibt sich für Fifield eine insgesamt fünfjährige Amtszeit, verteilt auf zwei Legislaturperioden.
Nach dem Ende seiner Zeit als Vizegouverneur betrieb Sam Fifield eine Erholungsstätte (Lakeside Resort) in Ashland. Er starb am 17. Februar 1915 in Ashland.